# Vrátňanka

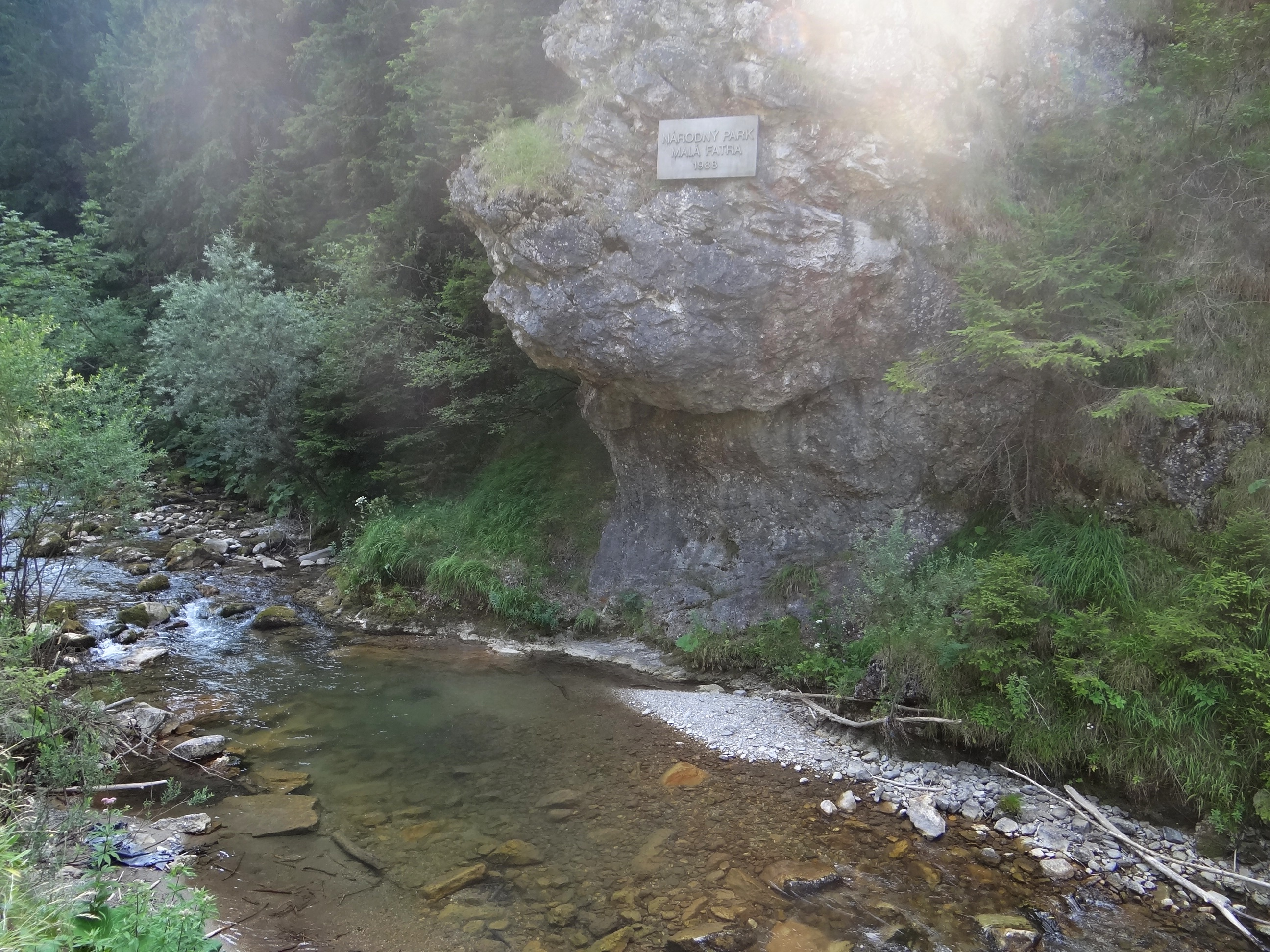
Vrátňanka w Starej dolinie

Vrátňanka – potok w grupie górskiej Mała Fatra na Słowacji. Długość 9 km. Według słowackiej kartografii uznawana jest za tok źródłowy rzeczki Varínki.
Źródła Vrátňanki znajdują się na wysokości 1300–1360 m pod głównym grzbietem tzw. Krywańskiej Fatry (wschodnia część Małej Fatry), na północnych stokach Chlebu i północno-zachodnich stokach Hromovego. Główną jednakże część przepływu potoku zapewnia wielkie wywierzysko położone na wysokości 780 m na stokach Wielkiego Krywania, na południowy zachód od Vrátnej i dolnej stacji kolejki gondolowej Vrátna - Chleb.
Potok spływa na północ tzw. Starą Doliną (słow. Stará dolina), pomiędzy grzbietem Kraviarske – Baraniarky na zachodzie i grzbietem Południowego Gronia (słow. Poludňový grúň) na wschodzie. Po przyjęciu prawostronnego dopływu – Stohovego potoku z tzw. Nowej Doliny (słow. Nová dolina) – opuszcza Dolinę Wratną głębokim wąwozem wyciętym między wapiennymi masywami Bobotów (po stronie wschodniej) i Sokolia (po stronie zachodniej), zwanym Tiesňavy. Tuż poniżej wylotu wąwozu, na terenie wsi Terchová, po przyjęciu dwóch większych dopływów prawostronnych (Biely potok i Struháreň) na wysokości 514 m tworzy rzeczkę Varínkę.